# Zagori (Epiro)
Zagori (in greco Ζαγόρι?) è un comune della Grecia situato nella periferia dell'Epiro (unità periferica di Giannina) con 4348 abitanti secondo i dati del censimento 2001.
È stato istituito a seguito della riforma amministrativa detta Programma Callicrate in vigore dal gennaio 2011 che ha abolito le prefetture e accorpato numerosi comuni.